# Wolfhalden
Wolfhalden este un oraș în Elveția.